# L’Hosmes
L’Hosmes ist eine französische Gemeinde mit 66 Einwohnern (Stand: 1. Januar 2022) im Département Eure in der Region Normandie; sie gehört zum Arrondissement Bernay und zum Kanton Verneuil d’Avre et d’Iton. Die Einwohner werden L’Hosmois genannt.

## Geographie
L’Hosmes liegt etwa 28 Kilometer südsüdwestlich von Évreux. Umgeben wird L’Hosmes von den Nachbargemeinden Sainte-Marie-d’Attez im Norden und Westen, Mesnils-sur-Iton im Nordosten, Droisy im Osten, Breux-sur-Avre im Osten und Südosten sowie Tillières-sur-Avre im Süden und Westen.

## Bevölkerungsentwicklung
| Jahr                      | 1962 | 1968 | 1975 | 1982 | 1990 | 1999 | 2006 | 2013 |
| Einwohner                 | 66   | 66   | 50   | 88   | 102  | 80   | 69   | 89   |
| Quelle: Cassini und INSEE |      |      |      |      |      |      |      |      |